# ザ・プレイヤーズ
『ザ・プレイヤーズ』はニッポン放送で2016年10月1日から2017年3月24日まで放送されたラジオのスポーツ・トーク番組。放送時間は毎週土曜 20:00 - 21:00。

## 概要
2015年度のナイターオフに放送されてきた『ウィークリースポーツトーク マイチャレンジ』の趣旨を引き継ぎ、1時間に短縮して再出発。
この番組はアスリートやプレーヤー、それにスポーツに関わる「キーパーソン」をスタジオに招き、「スポーツにかける情熱と経験」をテーマにトークを繰り広げるもの。
前身番組『マイチャレンジ』との違いとしては、前身番組では聞き手のアナウンサーが週替わりであったのが、本番組では煙山に統一されたことと、ニッポン放送自社で放送されない場合に、前身番組ではニッポン放送野球解説者によるワンマントーク形式となっていたのに対し、本番組では通常同様の放送フォーマットで放送されることが挙げられる。

## 出演者
- ナビゲーター：煙山光紀

## 各回のキーパーソン
※肩書きが所属・ランキング等になっているものはすべて放送当時のもの。
| 回 | 放送日         | キーパーソン | 備考    |
| -- | -------------- | --- | ------- |
| 1  | 2016年10月01日 | 水谷隼 （リオデジャネイロオリンピック男子卓球銅メダリスト）                                                                     |         |
| 2  | 2016年10月08日 | 三宅宏実 （リオデジャネイロオリンピック女子重量挙げ48kg級銅メダリスト）                                                         |         |
| 3  | 2016年10月15日 | 原沢久喜 （リオデジャネイロオリンピック男子柔道100Kg超級銀メダリスト）                                                          |         |
| 4  | 2016年10月22日 | 岩本輝雄 （元サッカー日本代表）                                                                                                 | [ * 1 ] |
| 5  | 2016年10月29日 | 宝城カイリ （女子プロレスラー）                                                                                                 | [ * 2 ] |
| 6  | 2016年11月05日 | RENA （シュートボクシング世界女子フライ級チャンピオン）                                                                         |         |
| 7  | 2016年11月12日 | 伊東大貴 （ソチオリンピック男子スキージャンプ団体銅メダリスト） 原田雅彦 （長野オリンピック男子スキージャンプ団体金メダリスト） |         |
| 8  | 2016年11月19日 | 井上尚弥 （WBO世界スーパーフライ級チャンピオン）                                                                                |         |
| 9  | 2016年11月26日 | 村井満 （Jリーグチェアマン） |         |
| 10 | 2016年12月03日 | 伊藤壇 （サッカー選手） | [ * 3 ] |
| 11 | 2016年12月10日 | 小野塚彩那 （女子フリースタイルスキーハーフパイプ選手）                                                                         |         |
| 12 | 2016年12月17日 | 三浦大輔 （元横浜DeNAベイスターズ投手）                                                                                         |         |
| 13 | 2016年12月24日 | 田口壮 （オリックス・バファローズ二軍監督）                                                                                     | [ * 4 ] |
| 14 | 2016年12月31日 | 北嶋秀朗 （元サッカー日本代表）                                                                                                 | [ * 5 ] |
| 15 | 2017年01月07日 | 田中大貴 （アルバルク東京選手）                                                                                                 |         |
| 16 | 2017年01月14日 | 大橋由珠 （女子ボートレーサー） 倉持莉々 （女子ボートレーサー） 富樫麗加 （女子ボートレーサー）                                 |         |
| 17 | 2017年01月21日 | 谷繁元信 （前中日ドラゴンズ監督、ニッポン放送野球解説者）                                                                       |         |
| 18 | 2017年01月28日 | 金子千尋 （オリックス・バファローズ投手）                                                                                       |         |
| 19 | 2017年02月04日 | 古賀玄暉 （柔道選手） |         |
| 20 | 2017年02月11日 | 佐々木明 （元アルペンスキー日本代表）                                                                                           |         |
| 21 | 2017年02月18日 | 上原浩治 （シカゴ・カブス投手）                                                                                                 |         |
| 22 | 2017年02月25日 | 大谷翔平 （北海道日本ハムファイターズ選手）                                                                                     | [ * 6 ] |
| 23 | 2017年03月04日 | 村田諒太 （ロンドンオリンピック金メダリスト・ボクシングWBAミドル級世界ランキング2位）                                           |         |
| 24 | 2017年03月11日 | 竹内智香 （ソチオリンピック女子スノーボード・パラレル大回転銀メダリスト）                                                       |         |
| 25 | 2017年03月18日 | 富樫勇樹 （千葉ジェッツ選手）                                                                                                   |         |
| 26 | 2017年03月25日 | 大久保嘉人 （FC東京選手） |         |

1. ↑  YBC・KNB・wbsのみで放送。ニッポン放送は『ショウアップナイタースペシャル 日本シリーズ第1戦 広島×日本ハム』のため、JRTは『日本シリーズ第1戦 広島×北海道日本ハム 実況中継』（TBSラジオ制作）のため、放送休止。このため、公式サイトでは当該回に触れられていない。
2. ↑  YBC・KNB・wbsのみで放送。ニッポン放送は『ショウアップナイタースペシャル 日本シリーズ第6戦 広島×日本ハム』のため、JRTは『日本シリーズ第6戦 広島×北海道日本ハム 実況中継』（中国放送制作）のため、放送休止。このため、公式サイトでは当該回に触れられていない。
3. ↑  地方4局のみで放送。ニッポン放送は『Jリーグ RADIO チャンピオンシップ 決勝第2戦 浦和レッズ×鹿島アントラーズ』のため、放送休止。このため、公式サイトでは当該回に触れられていない。
4. ↑  YBC・KNB・JRTのみで放送。ニッポン放送・wbsは『ラジオ・チャリティー・ミュージックソン』のため、放送休止。このため、公式サイトでは当該回に触れられていない。
5. ↑  地方4局のみで放送。ニッポン放送は『新発見!有楽超合金 大晦日SPECIAL』のため、放送休止。このため、公式サイトでは当該回に触れられていない。
6. ↑  地方4局では通常時間で放送。ニッポン放送のみ聴取率調査週間の特別編成のため、30分遅れの20:30からの放送。ただし、当初前枠となっているメイプル超合金がパーソナリティを務める『新発見!有楽町合金』が20:30まで延長となる予定だったが『清水富美加 みなぎるPM』の打ち切り（2月11日放送分で事実上終了）にともない、『～有楽町合金』は22:00までの放送となり、当番組が内包の形となった。

## ネット局
| 放送対象地域 | 放送局名           | 放送時間               | 備考   |
| ------------ | ------------------ | ---------------------- | ------ |
| 関東広域圏   | ニッポン放送（LF） | 毎週土曜 20:00 - 21:00 | 制作局 |
| 山形県       | 山形放送（YBC）    | 毎週土曜 20:00 - 21:00 |        |
| 富山県       | 北日本放送（KNB）  | 毎週土曜 20:00 - 21:00 |        |
| 和歌山県     | 和歌山放送（wbs）  | 毎週土曜 20:00 - 21:00 |        |
| 徳島県       | 四国放送（JRT）    | 毎週土曜 20:00 - 21:00 |        |